# Честърфийлд (окръг, Южна Каролина)
Окръг Честърфийлд (на английски: Chesterfield County) е окръг в щата Южна Каролина, Съединени американски щати. Площта му е 2088 km², а населението – 46 734 души (2010). Административен център е град Честърфийлд.